# Enhet 101
Enhet 101 var en israelisk paramilitär organisation som grundades av Ariel Sharon på order av Moshe Sharrett. Enhetens uppdrag var att utföra hämndaktioner mot den palestinska befolkningen. Enheten grundades år 1953 och existerade bara under en kort period innan den uppgick i den reguljära armén.
Enhetens första uppdrag skedde i augusti år 1953 och var attacken på flyktinglägret El-Bureig, söder om Gaza. Olika källor uppger antalet dödade till 15, 20 eller 50. FN-befälhavaren Vagn Bennike rapporterade att Sharons män kastade in handgranater genom fönstren till hyddorna där flyktingarna sov och de flyende sköts ner av handeldvapen och automatvapen. Den 14 oktober 1953 attackerade Enhet 101 byn Qibya i Jordanien. Sharons order var att ta sig in i byn, spränga husen och orsaka stora förluster bland invånarna. Morgonen efter hade 45 hus sprängts sönder och 69 civila dödats (varav två tredjedelar var kvinnor och barn). Enligt FN-rapportörens rapport hade invånarna hållits kvar i husen med eldgivning och husen hade sprängts medan människorna var kvar.